# Jan Gruszka (ksiądz)
Jan Gruszka (ur. 1810 w Drohobyczu, zm. 7 października 1891 w Rzeszowie) – polski duchowny rzymskokatolicki.

## Życiorys
Święcenia kapłańskie przyjął w 1837 po studiach filozoficzno-teologicznych w Przemyślu i Wiedniu. W latach 1838–1845 prefekt studiów w seminarium duchownym w Przemyślu, w latach 1840–1853 profesor katechetyki, a później, do 1860 teologii pastoralnej.
Autor Katechetyki umiejętnej (Przemyśl 1849), książki będącej uzupełnionym przekładem Wissenschaftliche Katechetik F. Schmidta (Wiedeń 1840). Był to pierwszy podręcznik katechetyki w języku polskim.

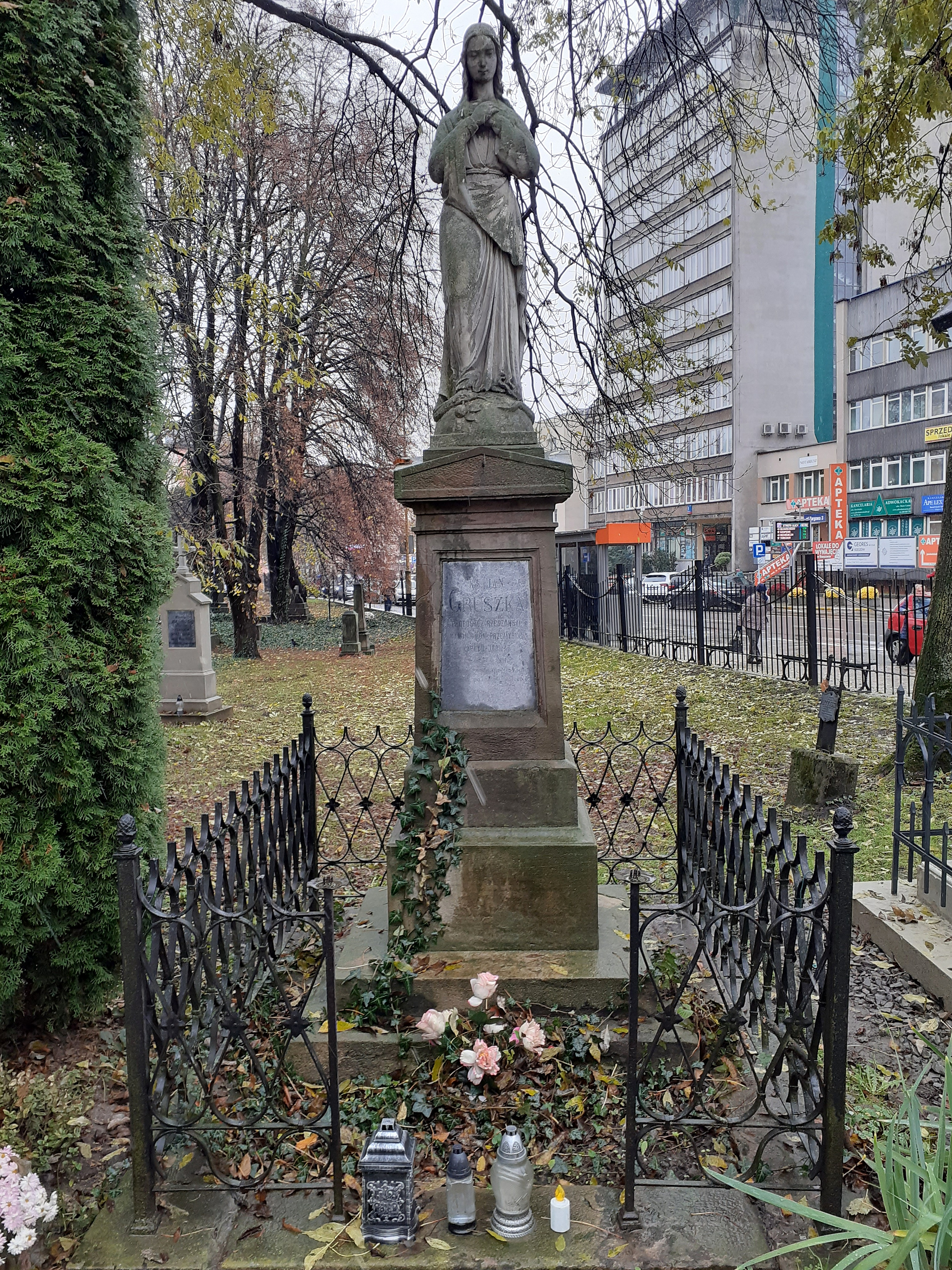
Nagrobek ks. Jana Gruszki

Od 1860 był proboszczem w Rzeszowie, odnowił kościół farny. Prezes Towarzystwa Kapłanów „Bonus Pastor”, a od 1884 honorowy kanonik kapituły katedralnej w Przemyślu.